# Sahorre
Sahorre (in catalano: Saorra) è un comune francese di 374 abitanti situato nel dipartimento dei Pirenei Orientali nella regione dell'Occitania.

## Società

### Evoluzione demografica
Abitanti censiti